# Sitobion ochnearum
Sitobion ochnearum är en insektsart. Sitobion ochnearum ingår i släktet Sitobion och familjen långrörsbladlöss. Inga underarter finns listade i Catalogue of Life.